# 2004 KV18
2004 KV18 est un objet transneptunien, astéroïde troyen de Neptune potentiel.

## Description
2004 KV18 est un objet transneptunien, astéroïde troyen de Neptune. Il présente une orbite caractérisée par un demi-grand axe de 30,31 UA, une excentricité de 0,19 et une inclinaison de 13,6 par rapport à l'écliptique.
La nature troyenne de 2004 KV18 est cependant contestée notamment par Nesvorn et Dones (2002) ainsi que par Guan et al. (2012).

## Compléments